# Pahapilli (Mustjala)
Pahapilli – wieś w Estonii, w prowincji Sarema, w gminie Mustjala.